# Домославиці
Домославиці (пол. Domosławice) — село в Польщі, у гміні Чхув Бжеського повіту Малопольського воєводства.
У 1975-1998 роках село належало до Тарновського воєводства.